# Sojuz 19
Sojuz 19 byla kosmická loď SSSR z roku 1975, která se svou posádkou absolvovala společný let s lodí USA, tzv. projekt Apollo ASTP, resp. Apollo – Sojuz. Podle katalogu COSPAR dostal 1975-065A a byl 54. registrovaným letem kosmické lodě s posádkou z naší planety. Její volacím znakem byl SOJUZ.

## Posádka
Dvoučlennou posádku tvořili tito kosmonauti:
- Alexej Leonov, 40 let, druhý let do vesmíru
- Valerij Kubasov, 40 let, také druhý let

## Průběh letu
Podrobnosti vydařeného letu viz heslo Sojuz-Apollo.
Start byl 15. července 1975, přistání 21. července 1975. Souběžně s oběma loděmi byla na oběžné dráze také loď Sojuz 18 pevně spojená se stanicí Saljut 4.

## Konstrukce lodě
Udaná startovací hmotnost byla 6700 kg. Loď se obdobně jako ostatní lodě Sojuz skládala ze tří částí, kulovité orbitální sekce, návratové kabiny a sekce přístrojové. Loď byla vybavena upraveným spojovacím zařízením.